# Pikes Peak International Hill Climb
Pour les articles homonymes, voir Pikes (homonymie).
Le Pikes Peak International Hill Climb ou Course de côte du Pic Pikes, est une course de côte, qui se tient sur la montagne de Pikes Peak, au Colorado (États-Unis), tous les ans en été. En 1915, l'aménagement d'une route vers le sommet fut entrepris, et un an plus tard, les 10, 11, et 12 août 1916, la première Pikes Peak Hill Climb fut organisée à l'initiative de Spencer Penrose, le propriétaire d'un hôtel qui avait financé l'aménagement de la route. Rea Lentz, un jeune pilote de 22 ans originaire de Seattle, conduisit ainsi sa Romano Demon Special jusqu'au sommet devant quelques milliers de spectateurs le 12 août, en 20 min 55 s 6,, inscrivant ainsi en premier son nom au palmarès du Penrose Trophy,.
C'est la troisième plus ancienne course automobile officielle encore active aux États-Unis, après la Course de côte du Mont Washington (1904), et les 500 miles d'Indianapolis (dont la première épreuve a eu lieu en 1911).

## Le tracé

Tracé de l'épreuve

Le tracé est long de 19,93 km et présente 156 virages. Le départ a lieu à 2 865 mètres d'altitude et se termine environ 1 440 mètres plus haut, d'où son surnom : « La course vers les nuages » (« The race to the clouds »). La différence d'altitude, et donc de pression de l'air, est telle qu'elle influence notablement la puissance des moteurs entre le départ et l'arrivée. Cette différence d'altitude amène également des caractéristiques climatiques constamment changeantes, avec des expositions au soleil variables et perturbant de façon importante les pilotes.
En arrivant près du sommet, le ravin atteint 600 mètres au plus haut et il existe peu de barrières de protection. Le danger est réel : la course (phases d'entrainement incluses) connait ses cinquième et sixième accidents mortels pour deux pilotes de motocyclettes en 2014 et 2015. L'édition 2019 a été endeuillée par la mort du pilote Carlin Dunne qui pilotait un prototype Ducati Streetfighter V4.
À partir de 2012, le tracé est désormais entièrement goudronné, ce qui modifie le profil de l'épreuve, et ne rend plus les temps comparables avec les années précédentes où la course n'était pas entièrement sur bitume.
Du fait de la puissance des véhicules et de la piste, qui est particulièrement poussiéreuse et glissante, les voitures sont équipées d'énormes ailerons à l'avant et à l'arrière, pour les plaquer au sol. Ces appendices sont devenus une sorte de signature des véhicules participant à cette course.

## L'épreuve
Dans les années 1920, le vainqueur au classement général gagne le Penrose Trophy, doté de 5 000 dollars de prime.
Aujourd'hui, la course est divisée en une quinzaine de catégories. De la moto à la voiture en passant par le quad ou les camions, chaque véhicule est représenté. La catégorie la plus célèbre et la plus spectaculaire reste la catégorie Unlimited, où s'affrontent des monstres de plus de 1 000 chevaux.
L'épreuve a été rendue célèbre grâce au documentaire de Jean-Louis Mourey intitulé Climb Dance, mettant en scène Ari Vatanen et la Peugeot 405 T16 Pikes Peak (550 chevaux pour 880 kg). Ce film de cinq minutes a été primé dans différents festivals américains.
C'était l'époque où Audi et Peugeot rivalisaient de performance. Audi avait commencé en 1984 avec Michèle Mouton (2e place), qui gagna en 1985 en améliorant de 13 secondes le précédent record avec un temps de 11 min 25 s 39. L'année suivante, Bobby Unser se chargea de descendre le record à 11 min 9 s 22. En 1987, Walter Röhrl fut dépêché pour lutter contre l'armada Peugeot et ses trois 205 Turbo 16. Résultat, Audi est le premier constructeur à descendre sous les onze minutes en établissant un nouveau record en 10 min 47 s 85.
C'est en 1988 que Peugeot va prendre la relève d'Audi, qui fut invité à ne pas se représenter après quelques victoires consécutives. Ari Vatanen réussira à battre le temps de Röhrl, mais de justesse : 10 min 47 s 22, soit 63 centièmes de mieux seulement. L'année suivante, Peugeot signera une deuxième victoire consécutive grâce à Robby Unser, mais celui-ci n'améliorera pas le chrono de Vatanen.
Le record fut de nouveau battu en 1994 : au volant de sa Toyota Celica Turbo, Rod Millen signe un temps de 10 min 4 s 06.
Le 1er juillet 2006, Nobuhiro Tajima, patron de Suzuki Sport, a tenté de battre le record de Millen au volant d'un Suzuki Sport Grand Vitara préparé de 940 ch. Les conditions météo ont obligé les organisateurs à réduire le parcours. Le chrono réalisé a été de 7 min 38 s.
L'édition 2007 est la bonne pour Nobuhiro Tajima. Au volant de sa Suzuki Sport XL7 Hill Climb Special, il parvient enfin à établir un nouveau record sur le parcours complet avec un temps de 10 min 1 s 408, battant ainsi le record vieux de treize ans de Rod Millen de 2,6 secondes.
L'édition 2011 est également bénéfique pour Nobuhiro Tajima. Au volant de sa Suzuki SX4 de 910 chevaux pour un poids de 950 kg, il parvient enfin à établir un nouveau record sur le parcours complet avec un temps de 9 min 51 s 278, battant ainsi son propre record. Le Néo-Zélandais Rhys Millen n'a pu ni battre de record, ni passer sous les 10 minutes, se contentant d'un temps de 10 min 9 s 242 et de la seconde position.
L'édition 2012 permet à Rhys Millen de battre le record du tracé en signant un chrono de 9 min 46 s 164, au volant d'une Hyundai Genesis Coupé, modifiée pour la catégorie Time Attack, tandis que le Français Romain Dumas avait déjà signé le meilleur temps du tracé en 9 min 46 s 181, c'est-à-dire 17 millièmes de secondes de plus que le chrono établi par l'Américain. Cette édition 2012 fut la première disputée sur un parcours intégralement asphalté, et les mauvaises conditions météo sur le haut du parcours (pluie et grêle) ont obligé les pilotes à lever le pied dans les derniers kilomètres. Le temps de référence de Rhys Millen pouvait donc être facilement battu dans une prochaine édition de la course.
L'édition 2013 se tient le 30 juin. Peugeot Sport a décidé d'engager un véhicule, sur la base de la 208. Cette Peugeot 208 T16 Pikes Peak a un rapport poids/puissance de 1 ch/kg (875 ch/875 kg) qui lui permet une accélération de 0 à 100 km/h en 1,8 s, c'est-à-dire mieux qu'une Formule 1. Tout un engouement se fait autour du pilote français nonuple champion du monde des Rallyes WRC Sébastien Loeb qui, bien qu'il participe pour la première fois à la « montée vers les nuages », est un des favoris avec Rhys Millen et le Français Romain Dumas et a pour objectif de battre le record de Rhys Millen. Meilleur temps des qualifications, Loeb s'élance en premier dans l'ascension et, avec un temps de 8 min 13 s 878 il bat l'ancien record de plus d'une minute et demie. Deuxième au classement, Rhys Millen bat lui aussi son ancien record de 44 secondes avec 9 min 2 s 192, Jean-Philippe Dayraut est troisième avec 9 min 42 s 740. Romain Dumas, meilleur temps du tracé en 2012 et un des favoris cette année, a dû abandonner à cause d'un problème de batterie.
L'édition 2015 couronne pour la première fois une voiture électrique, la Drive eO PP03 de Rhys Millen en 9 min 7 s 222.
Trois ans plus tard, l'édition 2018 est à nouveau gagnée par une voiture électrique, en l'occurrence une Volkswagen I.D. R pilotée par Romain Dumas. Avec un temps de 7 min 57 s 148, le précédent record absolu est battu et c'est la première fois que l'épreuve connaît un temps inférieur à 8 minutes. Cela est imputable aux progrès des véhicules électriques ainsi qu'à la compétitivité de ce type de motorisation dans des épreuves de côte (épreuves très courtes et donc poids minimal des batteries ; motorisation insensible à l'évolution de la densité de l'air en altitude).

## Records de catégories

### Voiture
| Catégorie       | Pilote          | Voiture                      | Année | Temps          | Vitesse moyenne | Remarques           |
| --------------- | --------------- | ---------------------------- | ----- | -------------- | --------------- | ------------------- |
| Unlimited       | Romain Dumas    | Volkswagen I.D. R Pikes Peak | 2018  | 7 min 57 s 148 | 150,3 km/h      | Véhicule électrique |
| Unlimited       | Sébastien Loeb  | Peugeot 208 T16 Pikes Peak   | 2013  | 8 min 13 s 878 | 145 km/h        | Véhicule thermique  |
| Pikes Peak Open | Raphaël Astier  | Alpine A110 GT4 Evo          | 2023  | 9 min 17 s 412 | 127,3 km/h      | Véhicule thermique  |
| Time Attack 1   | Raphaël Astier  | Porsche 911 GT3 Cup Turbo    | 2019  | 9 min 23 s 721 | 122,3 km/h      | Véhicule thermique  |
| Open Wheel      | Clint Vahsholtz | Ford Open                    | 2013  | 9 min 35 s 747 | 124,4 km/h      | —                   |

### Moto
| Catégorie                                            | Pilote            | Moto                         | Année | Temps           | Remarques   |
| ---------------------------------------------------- | ----------------- | ---------------------------- | ----- | --------------- | ----------- |
| Pikes Peak Heavyweight                               | Rennie Scaysbrook | Aprilia Tuono 1100 Factory   | 2019  | 9 min 44 s 963  | Record Moto |
| Pikes Peak Middleweight                              | Chris Filmore     | 2018 KTM 790 Duke            | 2018  | 10 min 04 s 038 | —           |
| Pikes Peak Lightweight                               | Chris Filmore     | 450 SX-F Factory Edition     | 2019  | 10 min 20 s 819 | —           |
| Pikes Peak Challenge Motorcycle (Eletric Motorcycle) | Carlin Dunne      | Lightning Electric SuperBike | 2013  | 10 min 00 s 694 | —           |
| Pikes Peak Challenge Motorcycle (Quad)               | Cyril Combes      | KTM 749JF Prototype          | 2016  | 11 min 05 s 664 | —           |

## Catégories de véhicules (2020)[13]
Voitures et camions
- Unlimited : véhicules sans limite de puissance
- Open Wheel : monoplaces et buggys
- Pikes Peak Open : voitures se rapprochant des véhicules de série de par leur apparence mais dont les moteurs, transmissions et suspensions peuvent subir de lourdes modifications
- Time Attack 1 : véhicules à 2 ou 4 roues motrices de production
- Porsche Pikes Peak Trophy by Yokohama: Division monotype exclusivement réservé à la Porsche Cayman GT4 Clubsport
- Exhibition : voitures et camions qui n'ont pas la place dans les autres catégories. Ce sont souvent des véhicules utilisant des technologies nouvelles ou alimentées avec des carburants spéciaux

Motos et quads
- Pikes Peak Heavyweigh : motos à deux ou quatre temps, 4 cylindres au maximum de 851 cm3 à 1305 cm3.
- Pikes Peak Middleweigh : motos à deux ou quatre temps, 4 quatre cylindres au maximum de 501c et 850cc.
- Pikes Peak Lightweigh : motos à deux ou quatre temps, pas plus de deux cylindres de 500 cm3.
- Exhibition Powersport : UTV, quads et motos à partir de 750 cm3, un concurrent en électrique en 2013

Autres Catégories
- Time Attack 2 : véhicules 2 ou 4 roues aux modifications minimales autorisées
- Vintage Car Record: voitures fabriquées en 1995 ou avant, ayant déjà concouru par le passé à l’événement
- Sidecar Record : motos et side-car composés de trois roues
- Electric Motorcycle Record : véhicules capables de performance compatibles avec les événements passés
- Quad Quad Record: moteurs 2 temps avec 1 ou 2 cylindres de 250 à 550 cm3, ou moteurs 4 temps monocylindres de 450 à 750 cm3

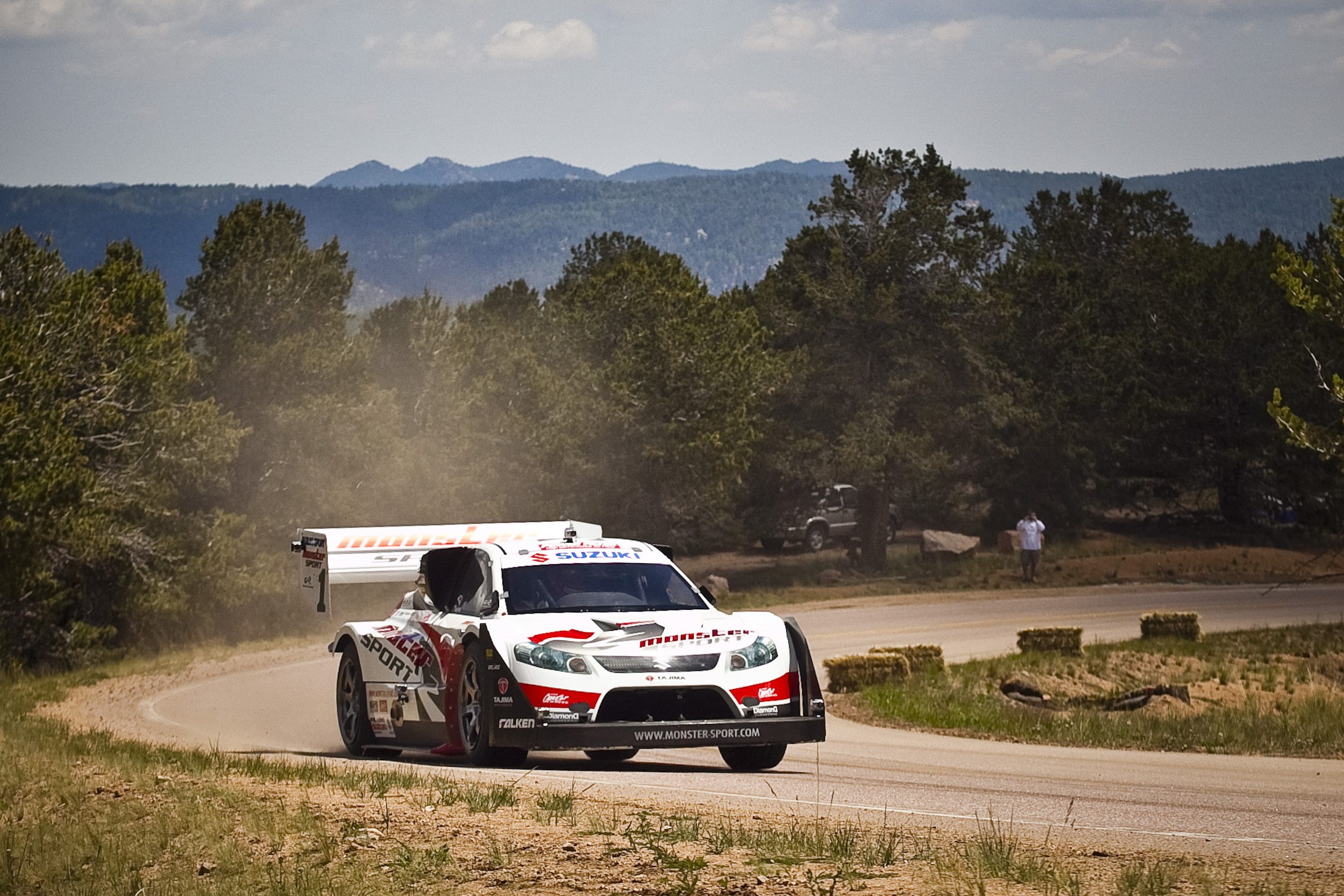
La Suzuki Sport XL7 Hill Climb Special
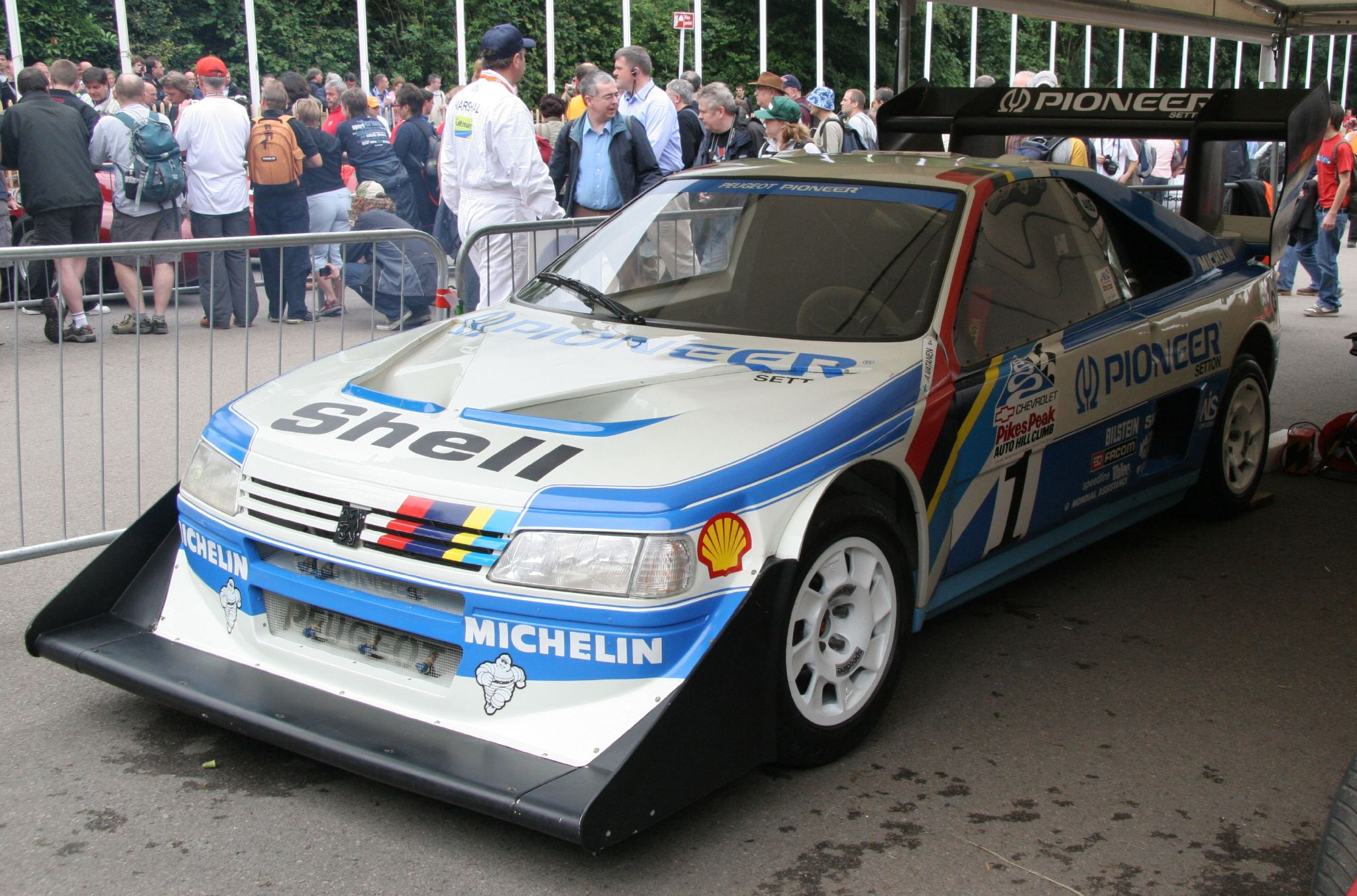
La 405 Turbo 16 d'Ari Vatanen en 1988
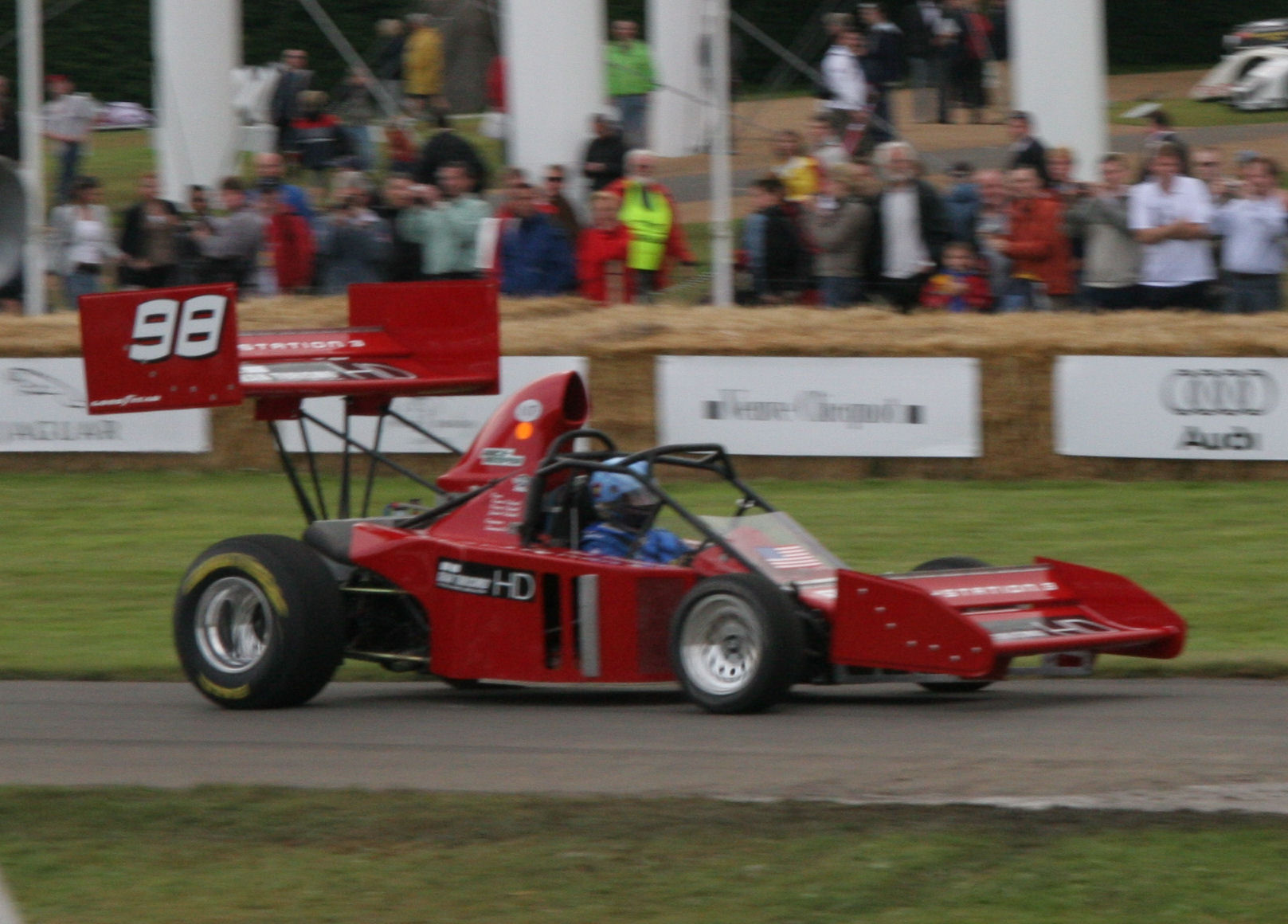
Une Dallenbach de la catégorie Open Wheel
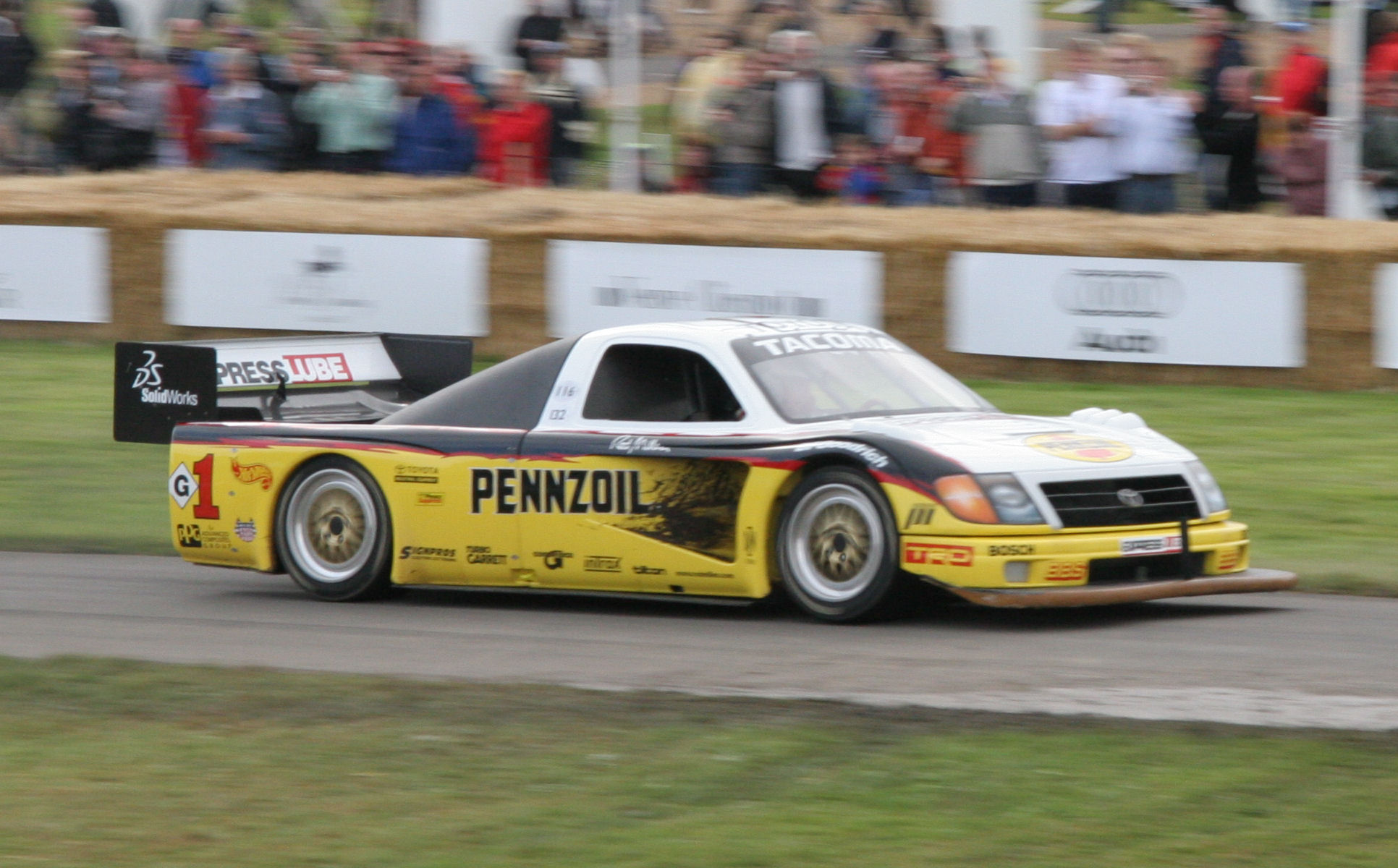
Toyota Tacoma
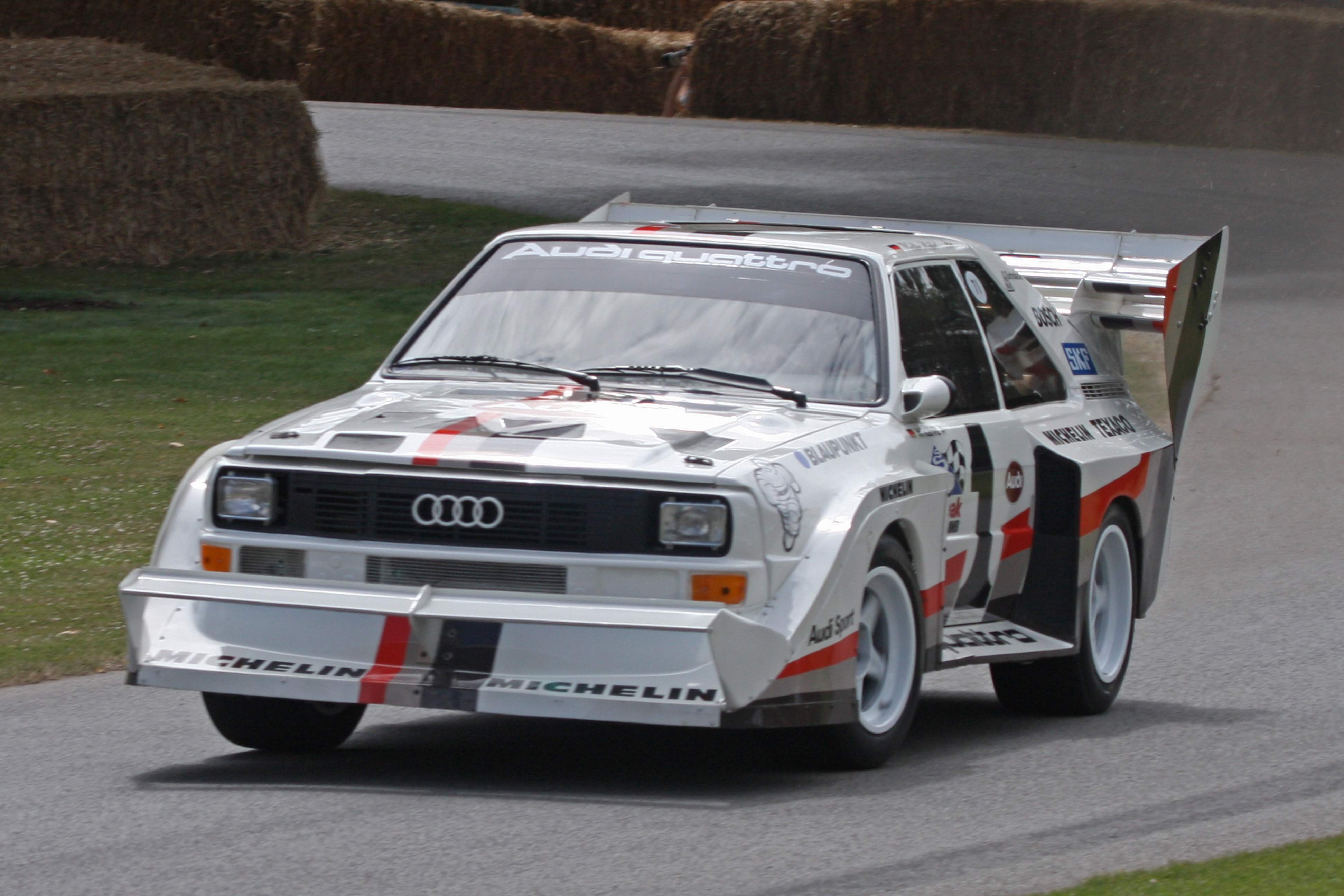
Audi Quattro S1
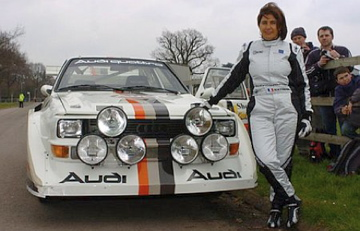
Michèle Mouton devant son Audi Quattro S1
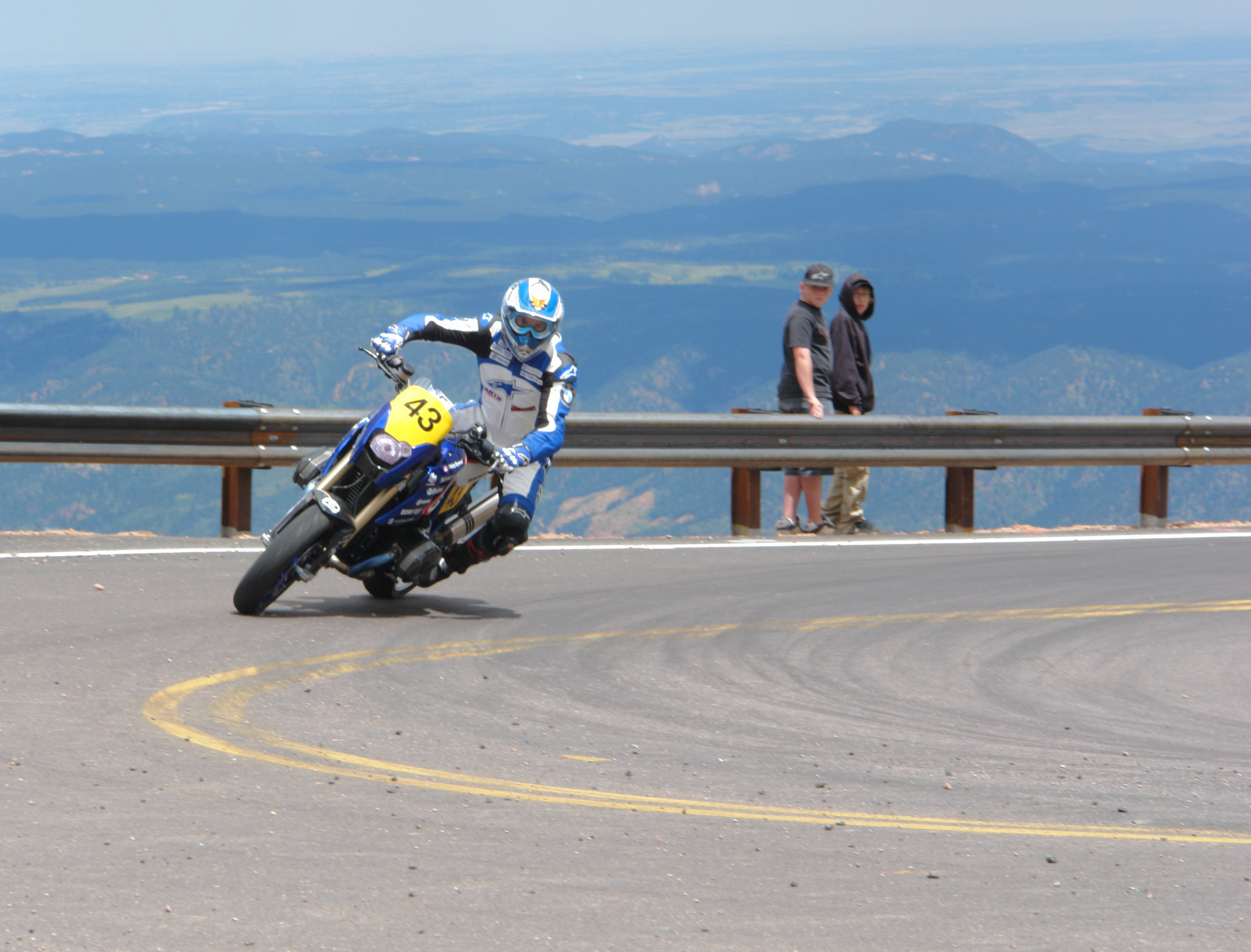
Une moto en 2007 dans la dernière partie bitumée.

## Résultats
| Legende | CR = Record de la Course | DR = Record de la Division | SH = Course raccourcie |
| ------- | ------------------------ | -------------------------- | ---------------------- |

- Vainqueur du classement général.

| 2024           | Don Wickstrum 2016 Axel Riley Ave LMP3          | 09 min 40 s 512 |    | Christian Merli 2024 Wolf Aurobay GB08 2.0 HP | 09 min 04 s 454                |                                | Non disputée dans la catégorie              | Non disputée dans la catégorie | Non disputée dans la catégorie | Romain Dumas 2024 Ford F-150 Lightning SuperTruck (EV) | 08 min 53 s 553   |    | David Donohue 2014 Porsche 911 Turbo R                | 09 min 49 s 429 |    |
| 2023           | Codie Vahsholtz 2013 Ford Open Vahsholtz Custom | 09 min 19 s 192 | DR | Robin Shute 2018 Wolf TSC-FS                  | 08 min 40 s 080                |                                | Non disputée dans la catégorie              | Non disputée dans la catégorie | Non disputée dans la catégorie | Romain Dumas 2023 Ford Performance SuperVan 4          | 08 min 47 s 682   | DR | David Donohue 2019 Porsche GT2 RS Clubsport           | 09 min 18 s 053 | DR |
| 2022           | Codie Vahsholtz 2013 Ford Open                  | 10 min 38 s 259 |    | Robin Shute 2018 Wolf TSC-FS                  | 10 min 09 s 525                |                                | Non disputée dans la catégorie              | Non disputée dans la catégorie | Non disputée dans la catégorie | Rhys Millen 2016 E-Motion Porsche GT3R TT              | 10 min 52 s 664   |    | David Donohue 2019 Porsche GT2 RS Clubsport           | 10 min 35 s 830 |    |
| 2021 (Verglas) | Paul Dallenbach PVA-003 Dallenbach Special      | 06 min 35 s 663 | SH | Robin Shute Wolf GB08 TSC-LT                  | 5 min 55 s 246                 | SH                             | Non disputée dans la catégorie              | Non disputée dans la catégorie | Non disputée dans la catégorie | Raphaël Astier Porsche BBI Turbo Cup                   | 06 min 36 s 867   | SH | Romain Dumas Porsche 911 GT2RS Clubsport              | 06 min 31 s 914 | SH |
| 2020           | Clint Vahsholtz Ford Open                       | 09 min 35 s 490 | DR | Daijiro Yoshihara Toyota 86                   | 10 min 05 s 006                |                                | Non disputée dans la catégorie              | Non disputée dans la catégorie | Non disputée dans la catégorie | Layne Schranz Chevrolet SS                             | 09 min 45 s 360   |    | David Donner Porsche 911 GT2RS Clubsport              | 09 min 36 s 559 |    |
| 2019           | Paul Dallenbach Dallenbach Special              | 09 min 44 s 630 |    | Robin Shute Wolf TSC-Honda                    | 09 min 12 s 476                |                                | Non disputée dans la catégorie              | Non disputée dans la catégorie | Non disputée dans la catégorie | Peter Cunningham Acura TLX GT                          | 09 min 24 s 433   | DR | Raphaël Astier Porsche GT3-R                          | 09 min 23 s 721 | DR |
| 2018           | Paul Dallenbach Dallenbach Special              | 09 min 37 s 135 |    | Romain Dumas Volkswagen I.D. R Pikes Peak     | 7 min 57 s 148                 | CR                             | Non disputée dans la catégorie              | Non disputée dans la catégorie | Non disputée dans la catégorie | Peter Cunningham Acura TLX GT                          | 09 min 27 s 352   | DR | David Donohue Porsche GT3-R                           | 09 min 37 s 152 | DR |
| 2017           | Clint Vahsholtz Ford Open                       | 09 min 35 s 747 | DR | Romain Dumas Norma M20                        | 09 min 05 s 672                |                                | Non disputée dans la catégorie              | Non disputée dans la catégorie | Non disputée dans la catégorie | Peter Cunningham Acura TLX GT                          | 09 min 33 s 797   | DR | Rhys Millen Hyundai Genesis Coupe                     | 09 min 47 s 427 |    |
| 2016           | Clint Vahsholtz Ford Open                       | 09 min 54 s 050 |    | Romain Dumas Norma M20                        | 08 min 51 s 445                |                                | Rhys Millen eO PP100                        | 08 min 57 s 118                | DR                             | Layne Schranz Chevrolet SS                             | 09 min 53 s 071   |    | David Donner Porsche GT3-R                            | 10 min 00 s 813 |    |
| 2015           | Paul Dallenbach Dallenbach Special              | 09 min 36 s 496 | DR | Dominic Dobson (en) Radical SR8               | 10 min 15 s 289                |                                | Rhys Millen eO PP03                         | 09 min 07 s 222                | DR                             | Jonathan Frost Palatov D2RS                            | 10 h 21 min 97 s8 |    | Jeff Zwart Porsche 911 GT3                            | 09 min 46 s 243 |    |
| 2014           | Clint Vahsholtz ADT/Speedway Chevy              | 09 min 54 s 700 | DR | Romain Dumas Norma M20                        | 09 min 05 s 801                |                                | Greg Tracy Mitsubishi                       | 09 min 08 s 188                | DR                             | Michael Skeen Ford                                     | 09 min 55 s 471   |    | Vincent Beltoise Porsche 911 GT3                      | 10 min 00 s 744 |    |
| 2013           |                                                 |                 |    | Sébastien Loeb Peugeot 208 T16 Pikes Peak     | 08 min 13 s 878                | CR                             | Nobuhiro Tajima E-RUNNER Pikes Peak Special | 09 min 46 s 530                | DR                             |                                                        |                   |    | Paul Dallenbach Hyundai Genesis Coupe                 | 09 min 46 s 001 | DR |
| 2012           | Spencer Steele Wells Coyote                     | 04 min 13 s 240 | SH | David Donner Palatov D4PPS                    | 10 min 04 s 652                |                                | Fumio Nutahara Toyota TMG EVP002            | 10 min 15 s 380                | DR                             | Romain Dumas Porsche GT3R                              | 09 min 46 s 181   | DR | Rhys Millen Hyundai Genesis Coupe                     | 09 min 46 s 164 | CR |
| 2011           | Spencer Steele Wells Coyote                     | 10 min 42 s 366 |    | Nobuhiro Tajima Suzuki SX4                    | 09 min 51 s 278                | CR                             | Ikuo Hanawa 2010 Summit HER-02              | 12 min 20 s 084                | DR                             | Randy Schranz 2011 Shell Valley Cobra                  | 11 min 55 s 132   |    | Rhys Millen Hyundai Genesis Coupe                     | 11 min 04 s 912 |    |
| 2010           | Spencer Steele Wells Coyote                     | 10 min 53 s 107 |    | Nobuhiro Tajima Suzuki SX4                    | 10 min 11 s 490                |                                | Ikuo Hanawa 2010 Summit HER-02              | 13 min 17 s 600                | DR                             | David Carapetyan Mitsubishi Evo                        | 11 min 34 s 017   |    | Jeff Zwart Porsche 911 GT3 Cup                        | 11 min 31 s 100 | DR |
| 2009           | Paul Dallenbach PVA 4                           | 10 min 52 s 097 |    | Nobuhiro Tajima Suzuki SX4                    | 10 min 15 s 368                |                                | Non disputée dans la catégorie              | Non disputée dans la catégorie | Non disputée dans la catégorie | David Carapetyan Mitsubishi Evo                        | 11 min 52 s 837   |    | Rhys Millen Hyundai Genesis Coupe                     | 12 min 09 s 397 | DR |
| 2008           | Paul Dallenbach PVA 4                           | 11 min 00 s 944 |    | Nobuhiro Tajima Suzuki Sport Co. Ltd. XL7     | 10 min 18 s 250                |                                | Non disputée dans la catégorie              | Non disputée dans la catégorie | Non disputée dans la catégorie | David Carapetyan Mitsubishi Evo VI                     | 12 min 32 s 176   |    | David Kern / Allison Kern Mitsubishi Lancer Evolution | 12 min 31 s 610 | DR |
| 2007           | Paul Dallenbach 2006 PVA 1                      | 10 min 55 s 890 |    | Nobuhiro Tajima Suzuki XL7                    | 10 min 01 s 408                | CR                             | Non disputée dans la catégorie              | Non disputée dans la catégorie | Non disputée dans la catégorie | Leonard Vahsholtz Ford Explorer                        | 11 min 30 s 536   |    | Rhys Millen (fils de Rod) Pontiac Solstice GXP        | 12 min 45 s 153 | DR |
| 2006           | Wally Dallenbach Jr. DR2                        | 08 min 22 s 840 | SH | Nobuhiro Tajima Suzuki Sport                  | 07 min 38 s 900                | SH                             | Non disputée dans la catégorie              | Non disputée dans la catégorie | Non disputée dans la catégorie | Leonard Vahsholtz Ford                                 | 12 min 06 s 599   |    |                                                       |                 |    |
| 2005           | David Donner Donner/Dykstra Special             | 11 min 15 s 680 |    | Koichi Horiuchi Mitsubishi FTO                | 11 min 34 s 570                |                                | Non disputée dans la catégorie              | Non disputée dans la catégorie | Non disputée dans la catégorie | Leonard Vahsholtz Audi S2                              | 12 min 24 s 360   |    |                                                       |                 |    |
| 2004           | Paul Dallenbach Davis PVA-01                    | 05 min 06 s 230 | SH | Stig Blomqvist Ford RS200E                    | 05 min 16 s 800                | SH                             | Non disputée dans la catégorie              | Non disputée dans la catégorie | Non disputée dans la catégorie | Robby Unser Subaru Impreza ST                          | 11 min 47 s 280   |    |                                                       |                 |    |
| 2003           | Paul Dallenbach PVA-01                          | 11 min 34 s 700 |    | Non disputée dans la catégorie                | Non disputée dans la catégorie | Non disputée dans la catégorie | Jerry Unser Electric ER3                    | 14 min 33 s 120                | DR                             | Masaki Ohashi Mitsubishi Lancer                        | 11.51.770         |    |                                                       |                 |    |
| 2002           | David Donner Donner Dykstra                     | 10 min 52 s 300 |    | Per Eklund Saab                               | 11 min 13 s 200                |                                | Tim Eckert Electric ER2                     | 15 min 18 s 600                | DR                             | Samuel Fuller Honda                                    | 13 min 37 s 000   |    |                                                       |                 |    |
| 2001           | Gary Lee Kanawyer Wells Coyote                  | 10 min 39 s 760 |    | Yutaka Awazuhara Suzuki Vitara                | 11 min 01 s 770                |                                | Non disputée dans la catégorie              | Non disputée dans la catégorie | Non disputée dans la catégorie | Jean-Pierre Richelmi Toyota                            | 11 min 34 s 510   |    |                                                       |                 |    |
| 2000           | Jimmy Olson Wells                               | 11 min 26 s 270 |    | Non disputée dans la catégorie                | Non disputée dans la catégorie | Non disputée dans la catégorie | Non disputée dans la catégorie              | Non disputée dans la catégorie | Non disputée dans la catégorie | Per Eklund Saab 9-3 Viggen                             | 11 min 21 s 580   | DR |                                                       |                 |    |
| 1999           | Stan Kossen Wells Coyote                        | 11 min 34 s 450 |    | Rod Millen Toyota Tacoma                      | 10 min 11 s 150                |                                | Teruo Sugita Honda                          | 15 min 19 s 910                | DR                             | Jean P. Richelmi/F. Roba Lancia/Delta Integrale        | 11 min 48 s 260   |    |                                                       |                 |    |
| 1998           | Gary Lee Kanawyer Wells Coyote                  | 10 min 57 s 190 |    | Rod Millen Toyota Tacoma                      | 10 min 07 s 700                |                                | Non disputée dans la catégorie              | Non disputée dans la catégorie | Non disputée dans la catégorie | Akira Kameyama Nissan Skyline                          | 11 min 47 s 440   |    |                                                       |                 |    |
| 1997           | Gary Lee Kanawyer Wells Chevy                   | 10 min 40 s 250 |    | Rod Millen Toyota Celica                      | 10 min 04 s 540                |                                | Larry Ragland Chevy S-10                    | 15 min 32 s 710                | DR                             | Paul Choiniere Hyundai Tiburon                         | 11 min 56 s 790   |    |                                                       |                 |    |
| 1996           | Gary Lee Kanawyer Wells Chevy                   | 11 min 25 s 950 |    | Rod Millen Toyota Celica                      | 10 min 13 s 640                |                                | Ted Jones Pontiac Electric                  | 24 min 00 s 420                |                                | Akira Kameyama Nissan                                  | 11 min 44 s 430   |    |                                                       |                 |    |
| 1995           | Gary Lee Kanawyer Coyote                        | 08 min 07 s 500 | SH | Nobuhiro Tajima Suzuki Escudo Pikes Peak      | 07 min 53 s 000                | SH                             | Non disputée dans la catégorie              | Non disputée dans la catégorie | Non disputée dans la catégorie | Teruaki Kobayashi Subaru                               | 09 min 00 s 800   | SH |                                                       |                 |    |
| 1994           | Robby Unser ADT/Speedway Chevy                  | 10 min 05 s 850 | DR | Rod Millen Toyota Celica Super Sport Turbo    | 10 min 04 s 060                | CR                             | Katy Endicott Honda                         | 15 min 44 s 710                | DR                             | Jeff Zwart Porsche                                     | 11 min 53 s 480   |    |                                                       |                 |    |
| 1993           | Paul Dallenbach Davis Chevrolet                 | 10 min 43 s 630 | CR | Nobuhiro Tajima Suzuki Escudo Pikes Peak      | 10 min 44 s 220                | DR                             | Non disputée dans la catégorie              | Non disputée dans la catégorie | Non disputée dans la catégorie | Akira Kameyama Nissan                                  | 11 min 42 s 950   | DR |                                                       |                 |    |
| 1992           | Robby Unser Unser Bros. Chevrolet               | 10 min 53 s 870 |    | Nobuhiro Tajima Suzuki Cultus Pikes Peak      | 12 min 51 s 630                |                                | Non disputée dans la catégorie              | Non disputée dans la catégorie | Non disputée dans la catégorie | Rhys Millen Mazda                                      | 12 min 29 s 100   |    |                                                       |                 |    |
| 1991           | David Donner Donner-Dykstra Chevy               | 11 min 12 s 420 |    | Non disputée dans la catégorie                | Non disputée dans la catégorie | Non disputée dans la catégorie | Non disputée dans la catégorie              | Non disputée dans la catégorie | Non disputée dans la catégorie | Rod Millen Mazda RX-7                                  | 11 min 51 s 370   | DR |                                                       |                 |    |
| 1990           | Robby Unser Unser Chevy                         | 11 min 32 s 860 |    | Non disputée dans la catégorie                | Non disputée dans la catégorie | Non disputée dans la catégorie | Non disputée dans la catégorie              | Non disputée dans la catégorie | Non disputée dans la catégorie | Dick Dodge, Jr. Eagle Talon TSI Turbo                  | 13 min 08 s 860   | DR |                                                       |                 |    |
| 1989           | Bobby Donner Donner-Dykstra Chevy               | 11 min 01 s 410 |    | Robby Unser Peugeot 405 T16                   | 10 min 48 s 340                |                                | Non disputée dans la catégorie              | Non disputée dans la catégorie | Non disputée dans la catégorie | Guy Light Volkswagen Rallye GTI                        | 13 min 34 s 520   | DR |                                                       |                 |    |
| 1988           | Robby Unser Jones Intercable Wells Coyote       | 11 min 18 s 270 |    | Ari Vatanen Peugeot 405 T16                   | 10 min 47 s 220                | CR                             | Non disputée dans la catégorie              | Non disputée dans la catégorie | Non disputée dans la catégorie |                                                        |                   |    |                                                       |                 |    |
| 1987           | Bill Brister Racing Wells Coyote Chevy          | 11 min 28 s 780 |    | Walter Röhrl Audi Sport Quattro               | 10 min 47 s 850                | CR                             | Non disputée dans la catégorie              | Non disputée dans la catégorie | Non disputée dans la catégorie |                                                        |                   |    |                                                       |                 |    |
| 1986           | Bill Brister Wells Coyote                       | 11 min 41 s 310 |    | Bobby Unser Audi Sport Quattro SL             | 11 min 09 s 220                | CR                             | Non disputée dans la catégorie              | Non disputée dans la catégorie | Non disputée dans la catégorie |                                                        |                   |    |                                                       |                 |    |
| 1985           | Bobby Regester Wells Coyote                     | 12 min 07 s 340 |    | Michèle Mouton Audi Sport Quattro             | 11 min 25 s 390                | CR                             | Non disputée dans la catégorie              | Non disputée dans la catégorie | Non disputée dans la catégorie |                                                        |                   |    |                                                       |                 |    |
| 1984           | Bill Brister Wells Coyote                       | 11 min 44 s 490 |    | Michèle Mouton Audi Sport Quattro             | 12 min 10 s 380                | DR                             | Non disputée dans la catégorie              | Non disputée dans la catégorie | Non disputée dans la catégorie |                                                        |                   |    |                                                       |                 |    |
| 1983           | Al Unser Jr. Woziwodzki Wells Coyote Chevy      | 11 min 38 s 300 | CR | John Buffum Audi Quattro                      | 12 min 27 s 910                |                                | Ted Jones AmFab Special                     | 27 min 37 s 000                | DR                             |                                                        |                   |    |                                                       |                 |    |
| 1982           | Bill Brister Woziwodzki Wells Coyote Chevy      | 11 min 44 s 820 | CR | John Buffum Audi Quattro                      | 12 min 20 s 520                | DR                             | Non disputée dans la catégorie              | Non disputée dans la catégorie | Non disputée dans la catégorie |                                                        |                   |    |                                                       |                 |    |
| 1981           | Gary Lee Kanawyer N-D Porsche                   | 12 min 03 s 960 |    | Bud Hoffpauir Wells Coyote Special Roadster   | 13 min 10 s 100                | DR                             | Joe Ball Sears Electric Car                 | 32 min 07 s 410                | DR                             |                                                        |                   |    |                                                       |                 |    |
| 1980           | Ted Foltz Chevy 350                             | 12 min 15 s 810 |    |                                               |                                |                                |                                             |                                |                                |                                                        |                   |    |                                                       |                 |    |
| 1979           | Dick Dodge Jr. Hoffpauir Wells Coyote Chevy     | 11 min 54 s 180 | CR |                                               |                                |                                |                                             |                                |                                |                                                        |                   |    |                                                       |                 |    |
| 1978           | Errol Kobilan Chevy                             | 11 min 55 s 830 |    |                                               |                                |                                |                                             |                                |                                |                                                        |                   |    |                                                       |                 |    |
| 1977           | Bob Herring Chevy 350                           | 12 min 15 s 720 |    |                                               |                                |                                |                                             |                                |                                |                                                        |                   |    |                                                       |                 |    |
| 1976           | Rick Mears Porsche 2386                         | 12 min 11 s 890 |    |                                               |                                |                                |                                             |                                |                                |                                                        |                   |    |                                                       |                 |    |
| 1975           | Orville Nance Chevy 327                         | 12 min 36 s 650 |    |                                               |                                |                                |                                             |                                |                                |                                                        |                   |    |                                                       |                 |    |
| 1974           | Errol Kobilan Sprint Chevy 302                  | 12 min 54 s 770 |    |                                               |                                |                                |                                             |                                |                                |                                                        |                   |    |                                                       |                 |    |
| 1973 Class A   | Roger Mears VW 2180                             | 12 min 54 s 790 |    |                                               |                                |                                |                                             |                                |                                |                                                        |                   |    |                                                       |                 |    |
| 1973 Class B   | Bob Herring Chevy 332                           | 13 min 17 s 810 |    |                                               |                                |                                |                                             |                                |                                |                                                        |                   |    |                                                       |                 |    |
| 1972           | Roger Mears VW 2180                             | 13 min 26 s 840 |    |                                               |                                |                                |                                             |                                |                                |                                                        |                   |    |                                                       |                 |    |
| 1971           | John Whitfield VW Manx                          | 15 min 10 s 480 |    |                                               |                                |                                |                                             |                                |                                |                                                        |                   |    |                                                       |                 |    |
| 1970           | Ted Foltz 303 Chevy                             | 12 min 41 s 100 |    |                                               |                                |                                |                                             |                                |                                |                                                        |                   |    |                                                       |                 |    |
| 1969           | Mario Andretti Chevy STP Spl.                   | 12 min 44 s 070 |    |                                               |                                |                                |                                             |                                |                                |                                                        |                   |    |                                                       |                 |    |
| 1968           | Bobby Unser Rislone Special                     | 11 min 54 s 900 | CR |                                               |                                |                                |                                             |                                |                                |                                                        |                   |    |                                                       |                 |    |
| 1967           | Wes Vandervoort Chevrolet                       | 12 min 46 s 300 |    |                                               |                                |                                |                                             |                                |                                |                                                        |                   |    |                                                       |                 |    |
| 1966           | Bobby Unser Chevrolet                           | 12 min 23 s 800 |    |                                               |                                |                                |                                             |                                |                                |                                                        |                   |    |                                                       |                 |    |
| 1965           | Al Unser Harrison Ford                          | 12 min 54 s 300 |    |                                               |                                |                                |                                             |                                |                                |                                                        |                   |    |                                                       |                 |    |
| 1964           | Al Unser Offenhauser                            | 12 min 24 s 500 |    |                                               |                                |                                |                                             |                                |                                |                                                        |                   |    |                                                       |                 |    |
| 1963           | Bobby Unser Chevrolet 327                       | 12 min 30 s 600 |    |                                               |                                |                                |                                             |                                |                                |                                                        |                   |    |                                                       |                 |    |
| 1962           | Bobby Unser Unser Special                       | 12 min 05 s 800 | CR |                                               |                                |                                |                                             |                                |                                |                                                        |                   |    |                                                       |                 |    |
| 1961           | Bobby Unser Unser Special                       | 12 min 56 s 700 | CR |                                               |                                |                                |                                             |                                |                                |                                                        |                   |    |                                                       |                 |    |
| 1960           | Bobby Unser Unser Special                       | 13 min 28 s 500 | CR |                                               |                                |                                |                                             |                                |                                |                                                        |                   |    |                                                       |                 |    |
| 1959           | Bobby Unser Unser Special                       | 13 min 36 s 500 | CR |                                               |                                |                                |                                             |                                |                                |                                                        |                   |    |                                                       |                 |    |
| 1958           | Bobby Unser Unser Special                       | 13 min 47 s 900 | CR |                                               |                                |                                |                                             |                                |                                |                                                        |                   |    |                                                       |                 |    |
| 1957           | Bob Finney Dick Frenzel Special                 | 14 min 11 s 700 | CR |                                               |                                |                                |                                             |                                |                                |                                                        |                   |    |                                                       |                 |    |
| 1956           | Bobby Unser Unser Special                       | 14 min 27 s 000 | CR |                                               |                                |                                |                                             |                                |                                |                                                        |                   |    |                                                       |                 |    |
| 1955           | Bob Finney Dick Frenzel Special                 | 14 min 27 s 200 | CR |                                               |                                |                                |                                             |                                |                                |                                                        |                   |    |                                                       |                 |    |
| 1954           | Keith Andrews Joe Hunt                          | 14 min 39 s 700 | CR |                                               |                                |                                |                                             |                                |                                |                                                        |                   |    |                                                       |                 |    |
| 1953           | Louis Unser Federal Engineering Spl.            | 15 min 15 s 400 | CR |                                               |                                |                                |                                             |                                |                                |                                                        |                   |    |                                                       |                 |    |
| 1952           | George Hammond Kurtis Offy Spl.                 | 15 min 30 s 650 |    |                                               |                                |                                |                                             |                                |                                |                                                        |                   |    |                                                       |                 |    |
| 1951           | Al Rogers Offenhauser                           | 15 min 39 s 700 |    |                                               |                                |                                |                                             |                                |                                |                                                        |                   |    |                                                       |                 |    |
| 1950           | Al Rogers Coniff Spl.                           | 15 min 39 s 000 |    |                                               |                                |                                |                                             |                                |                                |                                                        |                   |    |                                                       |                 |    |
| 1949           | Al Rogers Coniff Spl.                           | 15 min 54 s 260 |    |                                               |                                |                                |                                             |                                |                                |                                                        |                   |    |                                                       |                 |    |
| 1948           | Al Rogers Coniff Spl. Offy                      | 15 min 51 s 300 |    |                                               |                                |                                |                                             |                                |                                |                                                        |                   |    |                                                       |                 |    |
| 1947           | Louis Unser Maserati                            | 16 min 34 s 770 |    |                                               |                                |                                |                                             |                                |                                |                                                        |                   |    |                                                       |                 |    |
| 1946           | Louis Unser Maserati                            | 15 min 28 s 700 | CR |                                               |                                |                                |                                             |                                |                                |                                                        |                   |    |                                                       |                 |    |
| 1941           | Louis Unser Bowes Seal Fast                     | 15 min 35 s 400 | CR |                                               |                                |                                |                                             |                                |                                |                                                        |                   |    |                                                       |                 |    |
| 1940           | Al Rogers Joe Coniff Spl.                       | 15 min 59 s 900 |    |                                               |                                |                                |                                             |                                |                                |                                                        |                   |    |                                                       |                 |    |
| 1939           | Louis Unser Snowberger Special                  | 15 min 39 s 400 | CR |                                               |                                |                                |                                             |                                |                                |                                                        |                   |    |                                                       |                 |    |
| 1938           | Louis Unser Loop Cafe Special                   | 15 min 49 s 900 | CR |                                               |                                |                                |                                             |                                |                                |                                                        |                   |    |                                                       |                 |    |
| 1937           | Louis Unser Stutz DV-32                         | 16 min 27 s 300 |    |                                               |                                |                                |                                             |                                |                                |                                                        |                   |    |                                                       |                 |    |
| 1936           | Louis Unser Shultz Stutz                        | 16 min 28 s 100 |    |                                               |                                |                                |                                             |                                |                                |                                                        |                   |    |                                                       |                 |    |
| 1934           | Louis Unser Stutz Special                       | 16 min 01 s 800 | CR |                                               |                                |                                |                                             |                                |                                |                                                        |                   |    |                                                       |                 |    |
| 1933           | Glen Shultz Stutz DV-32                         | 17 min 27 s 500 |    |                                               |                                |                                |                                             |                                |                                |                                                        |                   |    |                                                       |                 |    |
| 1932           | Glen Shultz Shultz/Stutz Special                | 16 min 47 s 200 | CR |                                               |                                |                                |                                             |                                |                                |                                                        |                   |    |                                                       |                 |    |
| 1931           | Charles H. Myers Hunt Special                   | 17 min 10 s 300 | CR |                                               |                                |                                |                                             |                                |                                |                                                        |                   |    |                                                       |                 |    |
| 1930           | Glen Shultz Stutz DV-32                         | 18 min 08 s 700 |    |                                               |                                |                                |                                             |                                |                                |                                                        |                   |    |                                                       |                 |    |
| 1929           | Edward Phillips Shultz Stutz 8                  | 18 min 22 s 800 |    |                                               |                                |                                |                                             |                                |                                |                                                        |                   |    |                                                       |                 |    |
| 1928           | Glen Shultz Stutz Special                       | 17 min 41 s 600 | CR |                                               |                                |                                |                                             |                                |                                |                                                        |                   |    |                                                       |                 |    |
| 1927           | Glen Shultz Stutz                               | 18 min 25 s 100 |    |                                               |                                |                                |                                             |                                |                                |                                                        |                   |    |                                                       |                 |    |
| 1926           | Glen Shultz Stutz                               | 18 min 19 s 400 |    |                                               |                                |                                |                                             |                                |                                |                                                        |                   |    |                                                       |                 |    |
| 1925           | Charles H. Myers Chandler Special               | 17 min 48 s 400 | CR |                                               |                                |                                |                                             |                                |                                |                                                        |                   |    |                                                       |                 |    |
| 1924 Event 2   | CH Meyers Van Dyke Special                      | 18 min 15 s 400 | DR |                                               |                                |                                |                                             |                                |                                |                                                        |                   |    |                                                       |                 |    |
| 1924 Event 1   | Otto Loesche Lexington Special                  | 18 min 15 s 000 | CR |                                               |                                |                                |                                             |                                |                                |                                                        |                   |    |                                                       |                 |    |
| 1923 Event 1   | Glen Shultz Hudson Essex                        | 18 min 19 s 600 | CR |                                               |                                |                                |                                             |                                |                                |                                                        |                   |    |                                                       |                 |    |
| 1922 Event 1   | Noel Bullock Ford Special                       | 19 min 50 s 900 |    |                                               |                                |                                |                                             |                                |                                |                                                        |                   |    |                                                       |                 |    |
| 1921 Event 3   | King Rhiley Hudson Special                      | 19 min 16 s 200 |    |                                               |                                |                                |                                             |                                |                                |                                                        |                   |    |                                                       |                 |    |
| 1920           | Otto Loesche Lexington Special                  | 22 min 25 s 400 |    |                                               |                                |                                |                                             |                                |                                |                                                        |                   |    |                                                       |                 |    |
|                |                                                 |                 |    |                                               |                                |                                |                                             |                                |                                |                                                        |                   |    |                                                       |                 |    |
| 1916 Event 1   | Fred Junk Chalmers Special                      | 20 min 04 s 600 | DR |                                               |                                |                                |                                             |                                |                                |                                                        |                   |    |                                                       |                 |    |
| 1916 Event 2   | Ralph Mulford Hudson Super-Six Spl              | 18 min 24 s 700 | CR |                                               |                                |                                |                                             |                                |                                |                                                        |                   |    |                                                       |                 |    |
| 1916 Event 3   | Rea Lentz Romano Special                        | 20 min 55 s 600 |    |                                               |                                |                                |                                             |                                |                                |                                                        |                   |    |                                                       |                 |    |

## Évolution des temps absolus (depuis 1968)
- Record de l'épreuve

| Année | Temps           | Pilote           | Véhicule                             | Catégorie                     |
| ----- | --------------- | ---------------- | ------------------------------------ | ----------------------------- |
| 2018  | 07 min 57 s 148 | Romain Dumas     | Volkswagen I.D. R Pikes Peak         | Unlimited / Electric Category |
| 2013  | 08 min 13 s 878 | Sébastien Loeb   | Peugeot 208 T16 Pikes Peak           | Unlimited Category            |
| 2012  | 09 min 46 s 164 | Rhys Millen (en) | Hyundai Genesis Coupé                | Time Attack Category          |
| 2012  | 09 min 46 s 181 | Romain Dumas     | Porsche 911 GT3 R                    | Pikes Peak Open Category      |
| 2011  | 09 min 51 s 278 | Nobuhiro Tajima  | Suzuki SX4                           | Unlimited Category            |
| 2007  | 10 min 01 s 408 | Nobuhiro Tajima  | Suzuki XL7 Hill Climb Special        | Unlimited Category            |
| 1994  | 10 min 04 s 060 | Rod Millen       | Toyota Celica Turbo « Pikes Peak »   | Unlimited Category            |
| 1993  | 10 min 43 s 630 | Paul Dallenbach  | Davis Chevrolet                      | Open Wheel Category           |
| 1988  | 10 min 47 s 220 | Ari Vatanen      | Peugeot 405 Turbo 16 « Pikes Peak »  | Open Rally Category           |
| 1987  | 10 min 47 s 850 | Walter Röhrl     | Audi Sport Quattro S1 « Pikes Peak » | Open Rally Category           |
| 1986  | 11 min 09 s 220 | Bobby Unser      | Audi Sport Quattro S1                | Open Rally Category           |
| 1985  | 11 min 25 s 390 | Michèle Mouton   | Audi Quattro                         | Open Rally Category           |
| 1983  | 11 min 38 s 300 | Al Unser Jr.     | Woziwodzki Wells Coyote Chevrolet    | Open Wheel Category           |
| 1982  | 11 min 44 s 820 | Bill Brister     | Woziwodzki Wells Coyote Chevrolet    | Open Wheel Category           |
| 1979  | 11 min 54 s 180 | Dick Dodge Jr.   | Hoffpauir Wells Coyote Chevrolet     | Open Wheel Category           |
| 1968  | 11 min 54 s 900 | Bobby Unser      | Rislone Special                      | Open Wheel Category           |

Note : Depuis 2001, la route est presque exclusivement goudronnée (totalement en 2012), rendant impossible la comparaison entre les derniers temps officialisés et les premiers.

## Remarque
En 1959 la catégorie USAC Sports Car de Pikes Peak est comptabilisée comme seconde manche du Championnat International de la montagne. Le pilote allemand Edgar Barth, qui remportera le championnat, a participé à cette épreuve remportée par l'américain Ralph Docterman sur Alfa Romeo Giulietta Spyder Veloce 1300,.

## Apparition dans les jeux vidéo
La piste du Pikes Peak International Hill Climb est jouable dans les jeux suivants :
| - Gran Turismo 2 (montée et descente raccourcies) - Colin McRae: Dirt - Colin McRae Rally 04 (tronçon en descente jouable) - Forza Motorsport - Assetto Corsa (via un mod téléchargeable) | - rFactor (via un mod téléchargeable) - DiRT Rally - The Crew - Sébastien Loeb Rally Evo - The Crew 2 (une course porte le nom mais le tracé est une inspiration) |